# Мухоїд сіроголовий
Мухоїд сіроголовий (Tolmomyias poliocephalus) — вид горобцеподібних птахів родини тиранових (Tyrannidae). Мешкає в Південній Америці.

## Опис
Довжина птаха становить 12-13 см. Верхня частина тіла оливково-зелена, верхня частина голови сіра. Обличчя і горло білі. Нижня частина тіла жовтувата, горло сірувате. Крила чорнуваті, поцятковані жовтими смужками.

## Підвиди
Виділяють три підвиди:
- T. p. klagesi (Ridgway, 1906) — південна Венесуела;
- T. p. poliocephalus (Taczanowski, 1884) — східна Колумбія, південно-західна Венесуела, схід Еквадору і Перу, західна Бразилія;
- T. p. sclateri (Hellmayr, 1903) — Гвіана, схід Бразильської Амазонії, північна Болівія.

## Поширення і екологія
Сіроголові мухоїди мешкають в Колумбії, Венесуелі, Гаяні, Французькій Гвіані, Суринамі, Бразилії, Еквадорі, Перу і Болівії. Вони живуть у вологих рівнинних тропічних лісах, в заболочених лісах, саванах, на плантаціях і в садах. Зустрічаються на висоті до 1000 м над рівнем моря.